# Sympycnus patellitaris
Sympycnus patellitaris är en tvåvingeart som beskrevs av Becker 1922. Sympycnus patellitaris ingår i släktet Sympycnus och familjen styltflugor.
Artens utbredningsområde är Peru. Inga underarter finns listade i Catalogue of Life.